# Plagiochila montagnei
Plagiochila montagnei là một loài rêu trong họ Plagiochilaceae. Loài này được Nees mô tả khoa học đầu tiên năm 1836.